# 詹姆斯·麦克纳布
詹姆斯·麦克纳布（英語：James MacNabb，1901年12月26日—1990年4月6日），英国男子赛艇运动员。他曾代表英国参加1924年夏季奥林匹克运动会赛艇比赛，获得男子四人单桨无舵手金牌。